# Brokencyde

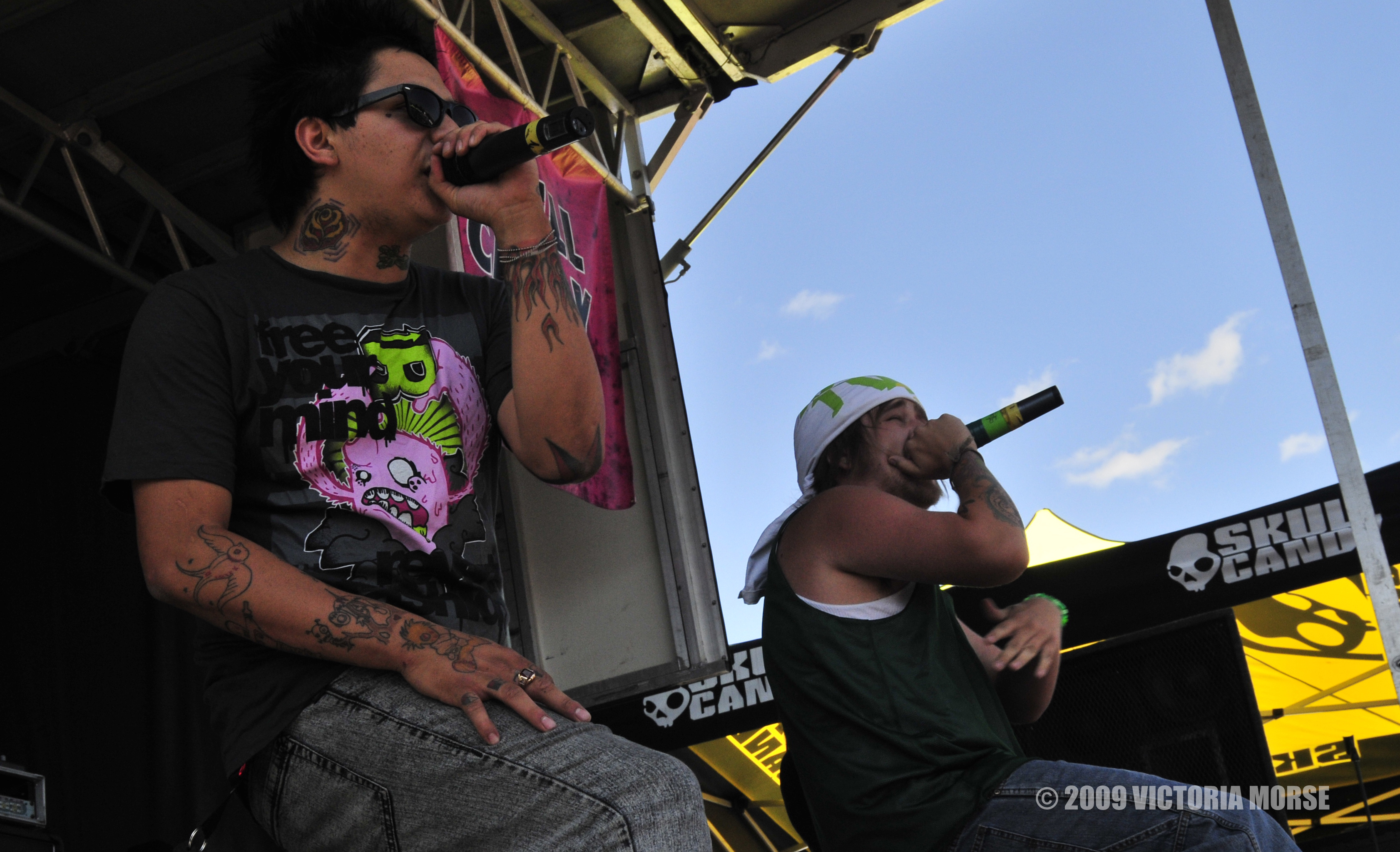
brokeNCYDE in 2009

Brokencyde is een Amerikaanse band, opgericht in 2006 en afkomstig uit Albuquerque, New Mexico.
Brokencyde (BC13) werd ontdekt door BreakSilence Records, die meerdere bands als bijvoorbeeld Alesana, The Devil Wears Prada en Carnifex hebben ontdekt. Hun eerste single Blue Steel kwam uit in 2006, gevolgd FreaXXX en Bree Bree. Hun laatste single Get Crunk was eind 2008 meer dan 2.700.000 keer afgespeeld via Myspace.

## Muziekgenre
De band heeft een apart muziekgenre. Ze hebben ervoor gekozen om screamo met hiphop te mengen. Zo is in het nummer BAND TEE! op het begin een hiphop beat te horen. Maar Se7en screamt erdoorheen. Verder staat de band onder wel meer genres bekend, zoals crunkcore, electronic, screamocrunk en rapcore.

## Bandleden
- Se7en - lyrics en productie, zang en screamt
- Mikl - beats en zang
- Phat J - toetsen en achtergrondzang
- Antz - zang beats en productie

## Discografie

### Singles
- Blue Steel (2006)
- FreaXX (2006)
- Bree Bree (2006)
- Get Crunk (2007)
- rockSTAR (2008)
- 40 oz (2008)
- Booty CALL (Ft. E-40) (2009)
- Teach Me How To Scream (2010)
- Schizophrenia (2010)

### Albums
- BC13 (2008)
- The Broken! (2007)
- I'm Not A Fan But The Kids Like It! (2009)
- Brokencyde Will Never Die! (2010)